# Девушка с тамбурином
Девушка с тамбурином (Итальянка с тамбурином)  — картина русского художника Алексея Тыранова (1807—1859), написанная в 1836 году. Хранилась в Чечено-Ингушском республиканском краеведческом музее.
Тыранов Алексей Васильевич — русский живописец, портретист и иконописец. В 1830-х годах Тыранов некоторое время учился в мастерской у К. П. Брюллова.
В 1836 году он пишет картину «Девушка с тамбурином», которая на академической выставке вызвала у публики восторг. За эту работу А. В. Тыранов был признан «назначенным в академики».
В 1839 году «за отличные труды в живописи перспективной и в особенности портретной» Тыранов был удостоен звания академика, на средства Общества поощрения художников он был командирован за границу, в Италию.
Он изобразил поясное изображение молодой девушки итальянки, стоящей боком. Улыбаясь, она смотрит на зрителя. Солнечные лучи через тамбурин играют на лице молодой итальянки. Волосы гладко зачёсанные назад, на голове — тонкая ленточка. Руки высоко подняты, в руках — у нее большой бубен (тамбурин) правой рукой она ударяет в него. Девушка одета в пышное красное платье, стянута узким поясом, с пышными рукавами по локоть. На плечи наброшен прозрачный легкий шарф.
После первой выставки картину приобрёл для своей коллекции граф Бенкендорф.
Картина долгое время хранилась в Чечено-Ингушском республиканском краеведческом музее.
Судьба этого полотна до сих пор не совсем ясна. По одной из версий, картина пропала, по другой она хранилась в закрытой частной коллекции.